# Kick-boxing japonais
 (août 2025).
Pour les articles homonymes, voir Kick-boxing américain et Kick-boxing.
Le kick-boxing japonais est appelé en anglais oriental kick-boxing (oriental-rules). Pour certains historiens, le mot kick-boxing aurait été inventé, au Japon, dans les années 1950 par des karatékas ayant besoin de lutter avec un contact « total ». 
Dans les années 1950, au Japon, un pratiquant de kick-boxing de l’époque et l’étudiant en langues orientales, le birman Maung Gyi, élève de grands experts birmans de bando fait connaître la boxe birmane (lethwei) à l’occasion des tournois d’arts martiaux japonais. Il est également élève du grand expert de karaté, Gogen Yamaguchi dit « Le chat ». Maung Gyi combat au Japon sous différents noms puis émigre aux États-Unis en 1958 où il fera connaître les arts martiaux birmans. La presse outre-Manche lui accorde, avec deux de ses pairs, Comte Dante et Ray Scarica, la fondation du full-contact et du kick boxing américain (cf. la revue Black Belt[réf. incomplète]).
Pour d’autres, le kick-boxing japonais aurait été inventé, après les jeux olympiques de 1964, par l'organisateur de combats Osamu Noguchi, pour désigner une version japonaise du muaythaï. Celui-ci en voyage d’étude dans les pays du Sud-est asiatique s’inspira de ce qu’il voyait sur les rings thaïlandais. Peu de temps après, grâce à l’enthousiasme de Kenji Kurosaki (en) adepte de karaté kyokushinkai (forme autorisant les contacts) naissait le kick-boxing japonais (une boxe où le règlement permettait de frapper à coups de pied, de poing, de genou et de coude, agrémenté de certaines projections de judo). Noguchi cherche un nom américain pour cette nouvelle discipline facile à retenir dans sa mémoire et puis ce fut le succès immédiat du « kick-boxing ». Après avoir créé son propre style de combat, Kenji Kurosaki met en place un célèbre camp d’entraînement, en 1969, le Méjiro-Gym de Tokyo. Ce dernier devient le pionnier du Kick-boxing des années 1970. Il eut pour élèves des pratiquants renommés comme Akio Fujihira, Toshio Tabata, Yoshiji Soéno, le Français Patrick Brizon, le Hollandais Jan Plas (célèbre entraîneur hollandais) et le brillant Toshio Fujiwara (légende du kick-boxing japonais, avec ses 129 victoires). Durant les premières années, les kick-boxeurs japonais venaient directement du karaté kyokushinkai. 
La forme de kick-boxing la plus médiatique du monde depuis 1993 est celle pratiquée à l’occasion du célèbre tournoi du « K-1 » qui réunit les meilleurs combattants de la planète. C'est Kazuyoshi Ishii, fondateur d'un style de karaté qui a l’a inventé. En particulier, ces règles de kick-boxing appelées « K1-rules » ou « oriental-rules » ont été édictées au Japon par des karatekas.

## Grands champions du circuitK-1Grand Prix depuis son démarrage en 1993 au Japon

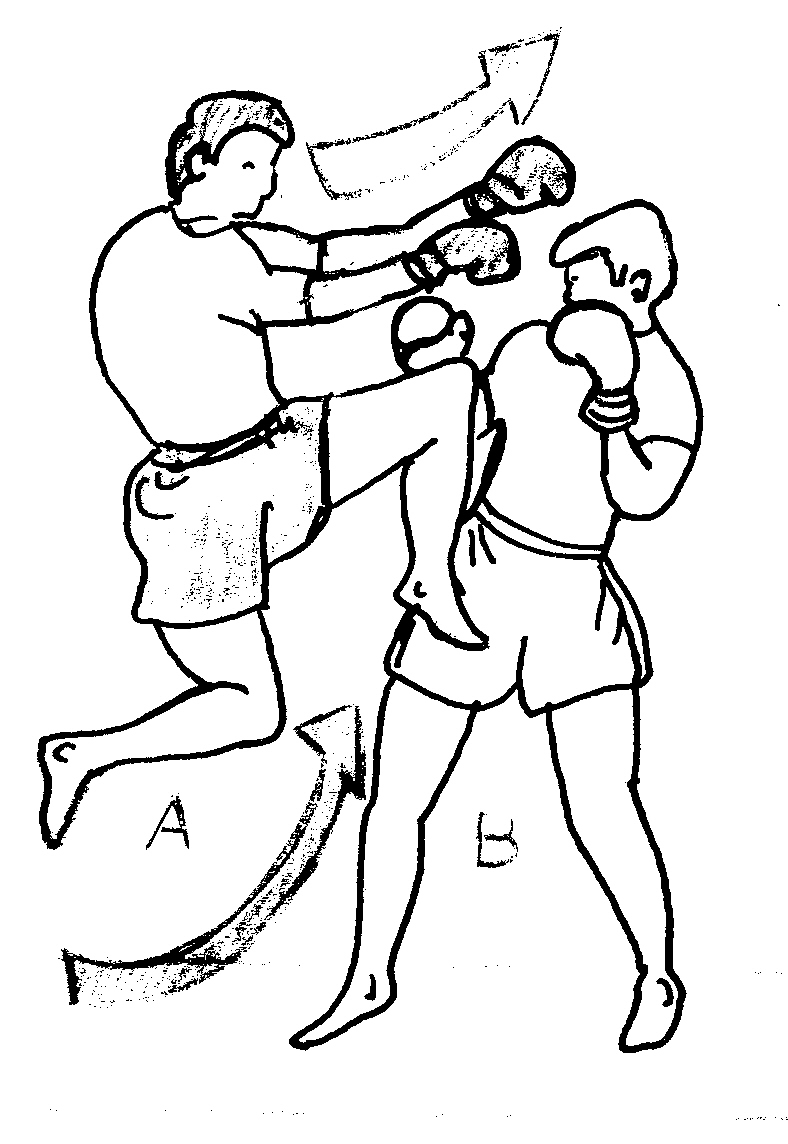
Coup de genou direct en sautant

- Branko Cikatić (Branimir) - Croatie - vainqueur en 1993
- Peter Aerts - Pays-Bas - vainqueur en 1994, 1995, 1998 ; finaliste en 2006
- Andy Hug - Suisse - vainqueur en 1996; finaliste en 1997,1998
- Ernesto Hoost - Pays-Bas - vainqueur en 1997, 1999, 2000, 2002 ; finaliste en 1993
- Mark Hunt - Nouvelle-Zélande - vainqueur en 2001
- Remy Bonjasky - Pays-Bas - vainqueur en 2003, 2004, 2008
- Semmy Schilt - Pays-Bas - vainqueur en 2005, 2006, 2007, 2009
- Badr Hari - Maroc - Ceinture K-1 Heavyweight (-100 kg)en 2007, 2008, 2009 et finaliste WGP en 2008, puis 2009.

## Sources
- Delmas Alain, 1 - Définition du Kick-Boxing (document de formation d’entraîneur), FFKBDA, 1999 –  2 - Lexique de la boxe et des autres boxes (document de formation d’entraîneur) , 1981 – 2e mouture 2005
- Delmas Alain, Callière Jean-Roger, Histoire du Kick-Boxing (document de formation d’entraîneur), FFKBDA, 1998 –  La ceinture noire du 1er au 6e degré (document d'examen), FFKBDA, 1998
- Lombardo Patrick, Encyclopédie mondiale des arts martiaux, Éditions E.M., Paris, 1997.